# Leo Ornstein
Vous lisez un « bon article » labellisé en 2025.
Ne doit pas être confondu avec Leonard Ornstein.
Leo Ornstein, né Lev Ornchteïn (en russe : Лев Орнштейн) vers 1893 à Krementchouk en Ukraine, dans l'Empire russe, et mort le 24 février 2002 à Green Bay, dans le Wisconsin aux États-Unis, est un pianiste et compositeur de musique moderne américaine du début du XXe siècle. Ses interprétations d'œuvres de compositeurs d'avant-garde et ses propres pièces novatrices, voire choquantes, comme Wild Men's Dance (1913-1914) ou Suicide in an Airplane (1918-1919) l'ont rendu célèbre des deux côtés de l'Atlantique. La plupart de ses œuvres expérimentales ont été écrites pour le piano.
Ornstein est le premier compositeur important à utiliser massivement le cluster. En tant que pianiste, il est considéré comme un talent de classe mondiale. Au milieu des années 1920, il s'éloigne de la célébrité et disparaît de la sphère publique. Bien qu'il ait donné son dernier concert public avant l'âge de quarante ans, il continue d'écrire de la musique pendant plus d'un demi-siècle. Largement oublié pendant plusieurs décennies, il est redécouvert au milieu des années 1970. Ornstein achève sa huitième et dernière sonate pour piano en septembre 1990, devenant ainsi le compositeur publié le plus âgé de l'histoire (record battu depuis par Elliott Carter).

## Biographie

### Jeunesse

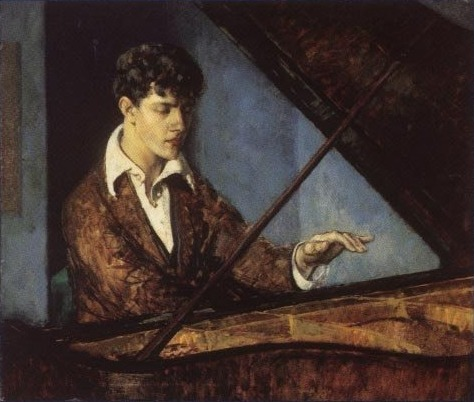
Leo Ornstein à son piano, peinture de Leon Kroll.

Ornstein est né vers 1893 dans la ville de Krementchouk, dans la province ukrainienne de Poltava, appartenant alors à l'Empire russe. Il grandit dans un environnement musical : son père était un hazzan (chantre juif) et un de ses oncles violoniste l’encourage à faire des études musicales. Ornstein est très tôt reconnu comme un prodige du piano ; en 1902, le célèbre pianiste polonais Josef Hofmann, de passage à Krementchouk, assiste à un récital du garçon alors âgé de six ans. Impressionné, Hofmann lui donne une lettre de recommandation pour le conservatoire de Saint-Pétersbourg,. Il y est auditionné et accepté alors à l'âge de neuf ans. Il étudie la composition avec Alexandre Glazounov et le piano avec Anna Yesipova. À l'âge de onze ans, Ornstein gagne sa vie en entraînant et en accompagnant des chanteurs d'opéra.
Pour échapper aux pogroms commis par l'organisation nationaliste et antisémite de l'Union du peuple russe, la famille décide d’émigrer aux États-Unis le 24 février 1906, quatre-vingt-seize ans avant sa mort. La famille s'installe dans le Lower East Side de New York et le jeune garçon est inscrit à l'Institute of Musical Art, l’institution qui devint plus tard la Juilliard School, où il étudie le piano avec Bertha Feiring Tapper. En 1911, il fait des débuts publics très remarqués à New York en interprétant des œuvres de Bach, Beethoven, Chopin et Schumann. Deux ans plus tard, il enregistre des pièces de Chopin, Grieg et Poldini qui révèlent, selon l'historien de la musique Michael Broyles, « un pianiste d'une grande sensibilité, d'une prodigieuse habileté technique et d'une grande maturité artistique ».

### La renommée et le«futurisme»

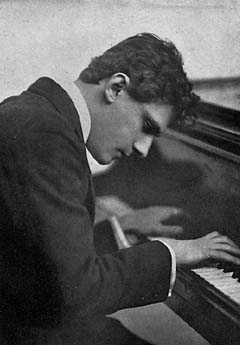
Leo Ornstein vers 1918.

Tout en entamant une prometteuse carrière de concertiste, Ornstein s'engage dans une voie très différente. Il commence à composer au piano des œuvres avant-gardistes contenant de nombreux sons dissonants,. Lui-même raconte avoir été perturbé par la plus ancienne de ces compositions : « Au début, j'ai vraiment douté de ma santé mentale. J'ai simplement dit : « Qu'est-ce que c'est ? C'était tellement éloigné de toutes les expériences que j'ai pu avoir » ». Lors d’un récital donné le 27 mars 1914 à Londres, il joue, après trois préludes de Bach arrangés par Busoni, plusieurs pièces de Schönberg, et, pour la première fois, quelques-unes de ses propres compositions alors qualifiées de « futuristes », aujourd'hui connues sous le nom de « modernistes ». Le concert provoque une grande agitation. Un journal décrit le travail d'Ornstein comme « la somme de Schönberg et de Scriabine au carré », tandis que d'autres déclarent : « Nous n'avons jamais souffert d'une hideur aussi insupportable, exprimée par de la prétendue « musique » ».
Le concert suivant provoque une quasi-émeute : « Lors de mon deuxième concert consacré à mes propres compositions, j'aurais pu jouer n’importe quoi, je n’entendais pas le piano moi-même. La foule sifflait et hurlait, et jetait des objets sur la scène ». Cependant, la rédaction du Musical Standard parla de lui comme « l’un des compositeurs les plus remarquables de l’époque [doté de] ce germe de réalisme et d’humanité révélateur du génie ». Dès l’année suivante, il devient une des vedettes de la scène musicale américaine avec ses interprétations d’œuvres d’avant-garde de Schönberg, de Scriabine, de Bartók, de Debussy, de Kodály, de Ravel et de Stravinsky (dont nombre des premières créations américaines de ce dernier), ainsi que de ses propres compositions, encore plus radicales,,.

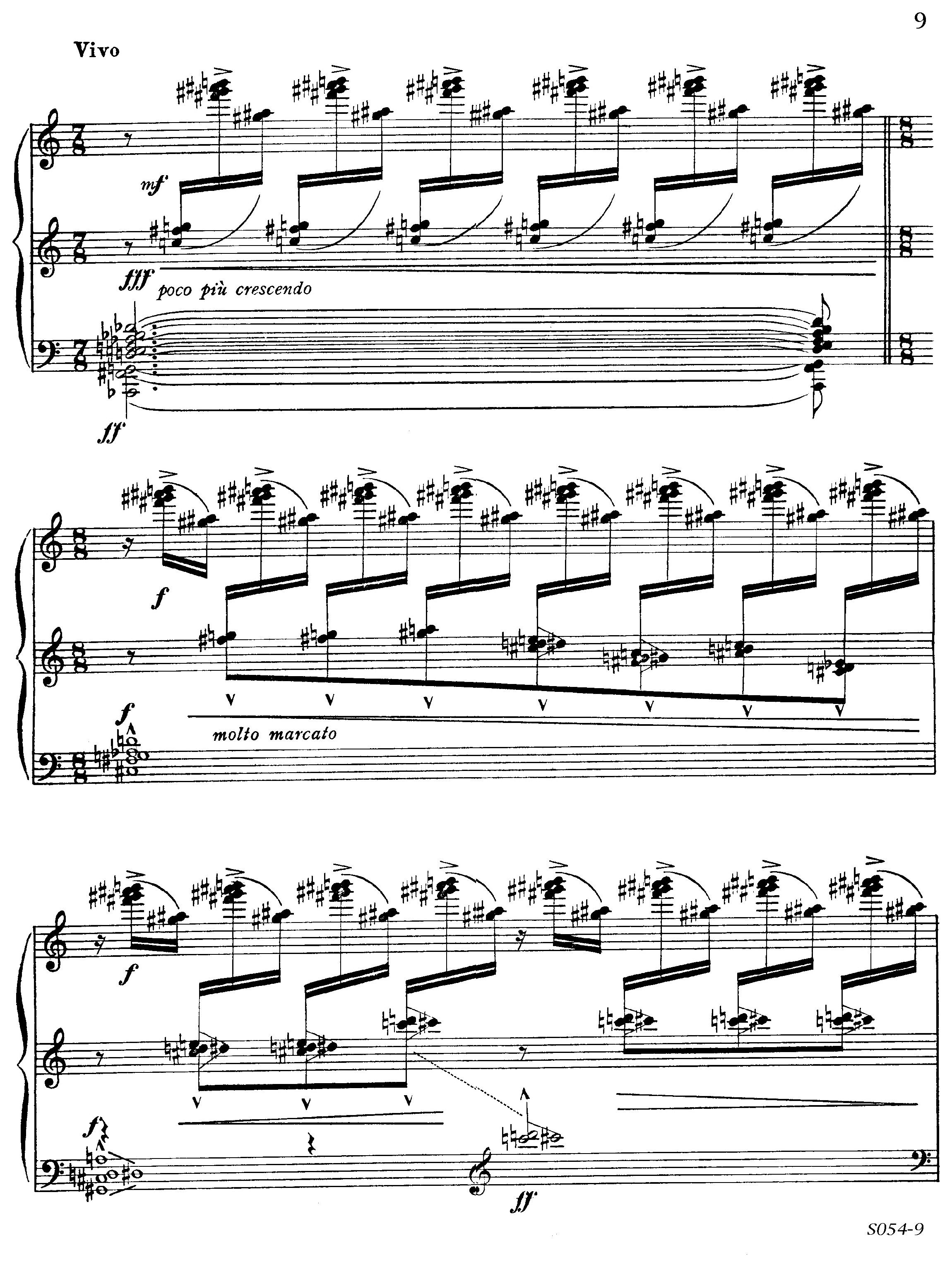
Extrait de la partition Wild Men's Dance présentant l'utilisation massive du cluster.

Entre 1915 et le début des années 1920, date à laquelle il cesse pratiquement de se produire en public, Ornstein est l'une des figures les plus connues (voire, selon certains, les plus notoires) de la musique classique américaine,,,,. Selon la description de Broyles et Denise Von Glahn, son « attrait était immense. Il se produisait constamment devant des salles combles, souvent plus de deux mille personnes, [faisant] dans de nombreux endroits le plus grand public de la saison ». Avec des pièces pour piano seul comme Wild Men's Dance (aliasDanse Sauvage ; vers 1913-1914) et Impressions of the Thames (vers 1913-1914), il ouvre la voie à l'utilisation intégrée du cluster dans la composition en musique classique, ce que Henry Cowell, de trois ans le cadet d'Ornstein, allait populariser. Pour le musicologue Gordon Rumson, Wild Men's Dance est « une œuvre véhémente, au rythme indiscipliné, composée de groupes d'accords denses […] et d'accents brutaux. Des rythmes complexes et de gigantesques accords fracassants parcourent toute l'étendue du piano. Une composition restant réservée au grand virtuose capable de l'imprégner d'une énergie brûlante et féroce ». Aaron Copland se souvient d'une interprétation de cette œuvre qu'il décrit comme le moment le plus controversé de son adolescence. En 2002, un critique du New York Times déclare qu'elle « reste un choc » encore aujourd'hui. Impressions of the Thames est décrite par le compositeur et critique américain Kyle Gann comme suit : « si elle est debussyste dans ses textures, elle utilise des accords plus piquants que Debussy ne l'aurait jamais osé, ainsi que des clusters dans les aigus et un martèlement grave qui préfigure Charlemagne Palestine, mais module […] avec un sens irrésistible de l'unité ».
Comme exemple de ce que Ornstein décrit comme de la « musique abstraite », sa Sonate pour violon et piano (1915, et non 1913 comme on le dit souvent par erreur) est allée encore plus loin. Il la décrit ainsi : « Je dirais que [la sonate] a amené la musique à l'extrême pointe. […] Au-delà se trouve un chaos complet ». En 1916, le critique Herbert F. Peyser déclare que « le monde s'est en effet déplacé entre l'époque de Beethoven et celle de Leo Ornstein ». Ce printemps-là, Ornstein donne une série de récitals dans la maison new-yorkaise de l'un de ses défenseurs ; ces concerts ont constitué des précédents cruciaux pour les sociétés de compositeurs autour desquelles la scène musicale moderne allait se développer dans les années 1920,. Ornstein se rend également à la La Nouvelle-Orléans en 1916, où il découvre le jazz. L'année suivante, le critique James Huneker écrit : 

« Je n'aurais jamais cru que je vivrais assez longtemps pour entendre Arnold Schönberg s'apprivoiser, et pourtant il s'apprivoise — presque timide et hésitant — après Ornstein qui est, de la façon la plus catégorique, le seul vrai compositeur futuriste vivant. »

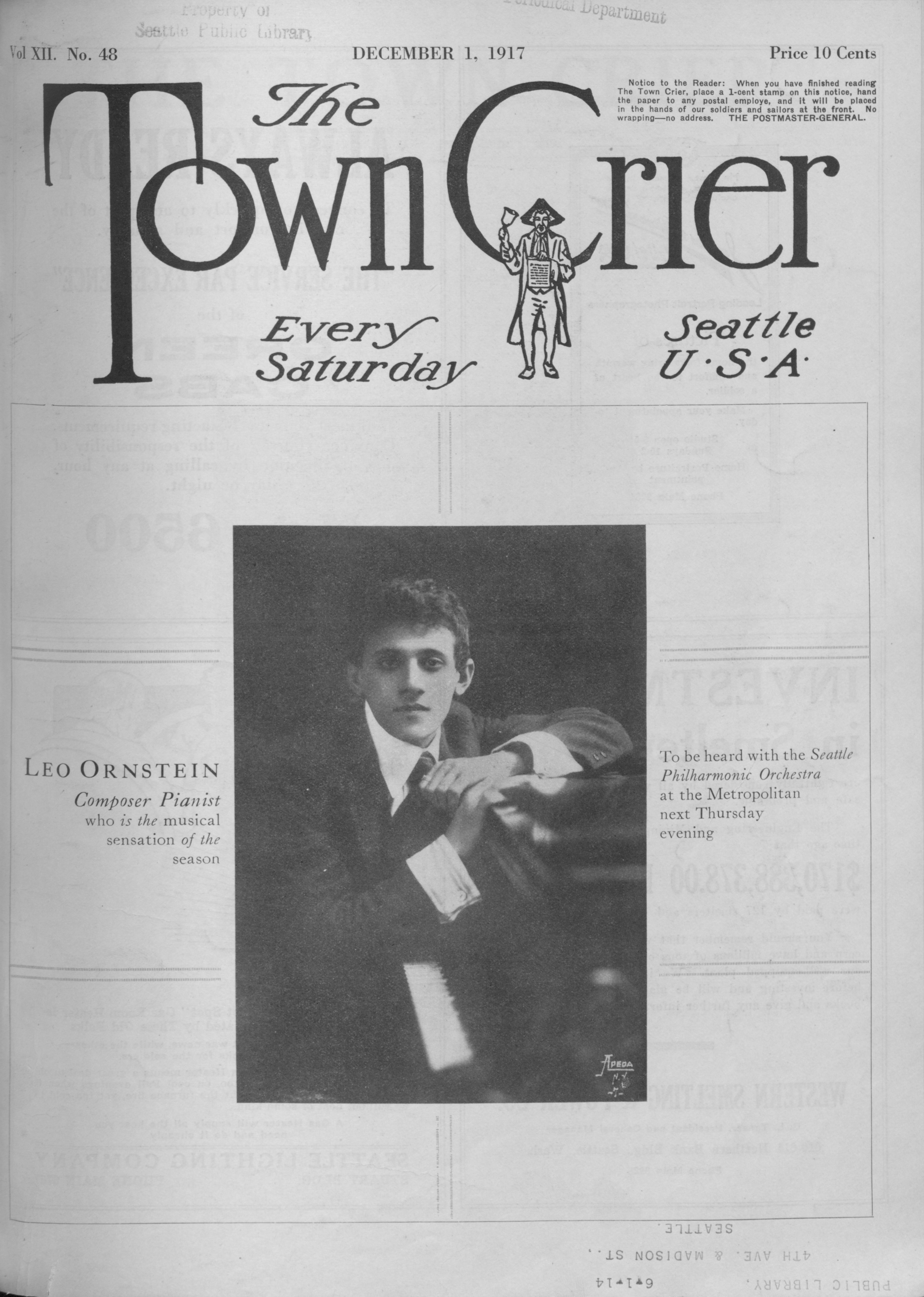
Le magazine The Town Crier présente en 1917 Ornstein comme la sensation du moment.

Outre le terme « futuriste », Ornstein est parfois qualifié — avec Cowell et d'autres membres de leur cercle — d'« ultra-moderniste ». Un article du Baltimore Evening Sun le décrit comme « le pianiste intransigeant qui a mis tout le monde musical à l'écoute et qui est probablement le personnage le plus discuté sur la scène des concerts ». Dans The Musical Quarterly, il est décrit comme « le phénomène musical le plus marquant de notre époque ». Le compositeur d'origine suisse Ernest Bloch déclare qu'il est « le seul compositeur en Amérique qui montre des signes positifs de génie ».
En 1918, Ornstein est suffisamment connu pour qu'une biographie complète soit publiée. Ce livre, écrit par Frederick H. Martens, suggère non seulement le niveau de célébrité d'Ornstein à l'âge de vingt-quatre ans, mais aussi l'effet de division qu'il a eu sur la scène culturelle :

« Pour beaucoup, Leo Ornstein représente un génie musical maléfique qui erre en dehors de l'orthodoxie tonale, dans un no man's land étrange, hanté par des sons tortueux, des gémissements de désespoir futuriste, des cris cubistes et des pleurs et fracas post-impressionnistes. Il est le grand anarque, l'iconoclaste. »

Cowell, qui rencontre Ornstein lors de ses études à New York, va adopter un style tout aussi radical dans le cadre d'une grande mission intellectuelle et culturelle, qui comprend également des écrits ambitieux sur la théorie musicale et l'édition, ainsi que des efforts de promotion en faveur de l'avant-garde. Ornstein, l'iconoclaste de l'avant-garde de la musique classique américaine, suit quant à lui une muse beaucoup plus idiosyncrasique : « Je suis entièrement guidé par mon instinct musical quant à ce qui me semble important ou non ». La preuve en est que, même au sommet de sa notoriété ultra-moderniste, il écrit également plusieurs œuvres lyriques et tonales, telles que la Première sonate pour violoncelle et piano, : « [Elle] a été écrite en moins d'une semaine sous l’effet d’une pulsion à laquelle il était impossible de résister », dira plus tard Ornstein. « La raison pour laquelle j'ai entendu cette pièce romantique à l'époque où j'étais tumultueusement impliqué dans le primitivisme [d'autres œuvres] dépasse mon entendement ». Commentant la pièce après la mort d'Ornstein, environ trois quarts de siècle plus tard, le critique Martin Anderson écrit qu'elle « rivalise avec la [sonate pour violoncelle] de Rachmaninov pour ce qui est de la beauté des mélodies ».
Avant le tournant de la décennie — probablement en 1918 ou 1919 — Ornstein produit l'une de ses œuvres les plus distinctives, Suicide in an Airplane, qui fait appel à un motif d'ostinato de basse à grande vitesse destiné à simuler le bruit des moteurs et à capter la sensation de vol,. La pièce servira d'inspiration à la Sonate pour avion (1923) de George Antheil, qui reflétera l'influence d'Ornstein dans d'autres œuvres telles que la Sonate sauvage (1923). En 2000, le pianiste et historien Joseph Smith cite Suicide in an Airplane parmi les œuvres d'Ornstein qui « représentaient (et représentent peut-être encore) le nec plus ultra de la violence pianistique ».

### Transition dans les années 1920

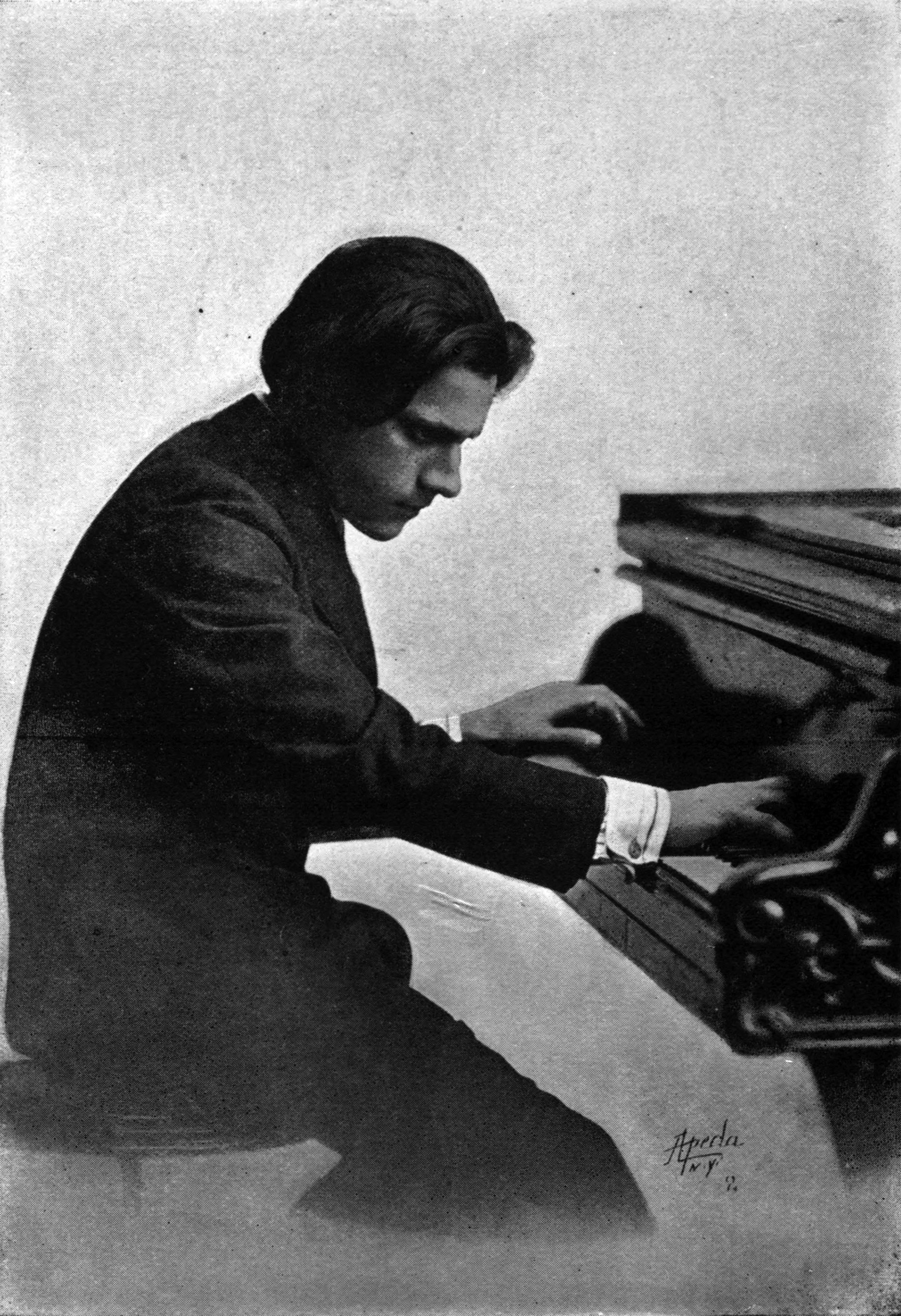
Dans les années 1920, Leo Ornstein se retire de sa carrière de concertiste, ici vers 1914.

Ornstein, épuisé, abandonne sa carrière de concertiste au début des années 1920, au moment où le modernisme européen apparaît sur la scène musicale américaine,. Sa « musique fut rapidement oubliée », écrit le chercheur Erik Levi, ce qui fit de lui « une figure essentiellement secondaire de la vie musicale américaine ». Broyles décrit cette période de la vie du compositeur comme suit : « Ornstein s'était pratiquement retiré au moment où apparurent les nouvelles organisations musicales des années 1920. Trop en avance et trop indépendant, il n'a guère envie de participer au mouvement moderniste qui s'impose aux États-Unis. […] La publicité ou l'absence de publicité ne semble guère le déranger. Il n'écoutait que sa propre voix ».
Le style musical d'Ornstein évolue également. Le critique Gordon Rumson le décrit ainsi :

« Le langage musical d'Ornstein s'organise en une gradation chatoyante et lumineuse entre simplicité et dureté. Les mélodies ont une teinte hébraïque, et Ornstein n'hésite pas à placer côte à côte musique dissonante et musique tonale. Ce changement de style n'est qu'un des outils créatifs d'Ornstein. Plus important encore, l'émotion est directe, ce qui rend la musique véritablement attrayante. Il convient également de noter que sa musique est idéalement écrite pour le piano et qu'elle est clairement l'œuvre d'un maître pianiste. »

Cette transformation a contribué à faire tomber le compositeur dans l'oubli. Ceux qu'il avait inspirés le rejetant désormais, avec autant de véhémence que les critiques qu'il avait choqués une décennie plus tôt. Lorsque la tête d’affiche du modernisme radical qu’il fut tout au long des années 1910 abandonna ce style pour une musique plus expressive, les ultramodernes, comptant Cowell qui était connu pour sa tolérance, ne purent lui pardonner.
Ayant abandonné la scène et les concerts, mais aussi les revenus induits, Ornstein signe un contrat d'exclusivité avec le fabricant de pianos mécaniques Ampico et enregistre plus de deux douzaines de rouleaux pour pianos pneumatiques, principalement du répertoire classique dont des œuvres de Chopin, Schumann ou Liszt. Deux rouleaux contiennent ses propres compositions, Berceuse (Cradle Song) (vers 1920-1921) et Prélude tragique (1924), mais Ornstein n'a jamais enregistré, sous quelque forme que ce soit, une seule de ses œuvres futuristes qui l'avaient rendu célèbre.
Au milieu des années 1920, Ornstein quitte New York pour occuper un poste d'enseignant à la Philadelphia Musical Academy, qui fera plus tard partie de l'Université des arts,. Durant cette période, il écrit certaines de ses œuvres les plus importantes, notamment le Concerto pour piano, commandé par l'Orchestre de Philadelphie en 1925. Deux ans plus tard, il produit son Quintette pour piano. Œuvre tonale épique marquée par une utilisation aventureuse de la dissonance et d'arrangements rythmiques complexes, ce quintette est reconnu comme un chef-d'œuvre du genre.

### Apaisement
Au début des années 1930, Ornstein donne son dernier récital public,. Puis il fonde à Philadelphie, avec son épouse Pauline Cosio Mallet-Prévost (1892-1985), également pianiste, l'Ornstein School of Music,,. Parmi les étudiants, John Coltrane et Jimmy Smith poursuivront de grandes carrières dans le jazz,. Les époux Ornstein dirigent cette école et y enseignent jusqu'à sa fermeture lors de leur retraite en 1953. Ils disparaissent de la scène publique jusqu'au milieu des années 1970, lorsqu'ils sont redécouverts par l'historienne de la musique Vivian Perlis : le couple passe l'hiver dans un parc de caravanes au Texas (ils ont également une maison dans le New Hampshire). Ornstein continue de composer de la musique ; doté d'une mémoire puissante, il ne prend pas la peine d'écrire tout ce qu'il compose et ne cherche pas à publier son travail depuis plusieurs décennies. Bien que son style se soit considérablement assagi depuis les années 1910, il conserve son caractère unique et sa redécouverte s'accompagne d'un nouvel élan de productivité. Selon Kyle Gann, les œuvres pour piano composées par Ornstein à l'âge de quatre-vingts ans, telles que Solitude et Rendezvous at the Lake, comportent des mélodies qui « jaillissaient à travers d'interminables boucles ornées qui ne faisaient penser à aucun autre compositeur ».
En 1988, Ornstein compose sa Septième sonate pour piano. Il devient ainsi le compositeur le plus âgé à publier une nouvelle œuvre substantielle, record battu par Elliott Carter en 2012,. Puis, en 1990, il achève sa dernière œuvre, la Huitième sonate pour piano dont les mouvements portent des intitulés reflétant bien le sens de l'humour du compositeur : I. La tourmente de la vie et quelques éclats de satire ; II. Un voyage au grenier — une déchirure ou deux pour une enfance toujours perdue (a. Le clairon ; b. Une lamentation pour un jouet perdu ; c. Un berceau à moitié mutilé - Berceuse ; d. Premier tour en carrousel et sons d'une vielle à roue) ; III. Disciplines et Improvisations. Le critique musical Anthony Tommasini rend compte de la création de l’œuvre à New York : « Entre la folie hurlante des premier et troisième mouvements, celui du milieu est une suite de quatre courtes réflexions musicales sur des souvenirs d'enfance découverts dans un grenier. Bien que totalement incongru, le ton est audacieux et la musique désarmante. Le public a écouté avec enthousiasme, puis a éclaté en applaudissements ».
Le 24 février 2002, Ornstein meurt de causes naturelles à Green Bay, dans le Wisconsin, à l'âge approximatif de 108 ans. Il est l'un des compositeurs ayant vécu le plus longtemps.

### Vie privée
Leo Ornstein rencontre, lors de ses études à la Juilliard School, la pianiste Pauline Mallet-Prevost, qu'il épouse en 1918. Celle-ci devient sa collaboratrice et son scribe musical tout au long de sa vie. Le couple donne naissance à deux enfants : Severo et Edith. En 1985, sa femme Pauline meurt après 67 ans de vie commune.

## Œuvres

### Musique pour piano solo
- At Twilight, 1911
- Six Lyric Fancies, 1911
- Opus 4 (I. Valse G-Dur, 2. Sarabande, 3. A Paris Street Scene at Night), 1912
- 7 Moments Musicaux, 1913
- Piano Pieces, 1913
- Wild Men's Dance (Danse Sauvage), 1913-1914
- Three Moods, vers 1914
- Cossack Impressions, vers 1914
- Impressions of Notre Dame, vers 1914
- Three Preludes, vers 1914
- Pygmy Suite, 1914
- Suite Russe, 1914
- Dwarf Suite, 1915
- Nine Miniatures, 1915
- The Cathedral, 1916
- Poems of 1917, 1917
- Suicide in an Airplane, 1918-19
- An Allegory, après 1918
- Serenade, 1918
- Scherzino, 1918
- Moment Musical (after Schubert), 1918
- Sonata No. 4, 1918
- A la Chinoise, après 1918
- A la Mexicana, après 1919
- Impressions of the Thames, 1920
- Arabesques, 1921
- Six Water Colors, 1921
- Nocturne No.I, vers 1922
- In the Country, 1924
- Two Lyric Pieces, 1924
- Musings of a Piano, 1924
- Prelude Tragique, 1924
- Memories from Childhood, 1925
- Piano Sketch Books, 1939
- A Moment of Retrospect, après 1950
- Bagatelle, 1952
- Four Impromptus, entre 1952 et 1976
- Seventeen Waltzes, entre 1958 et 1980
- Sixteen Metaphors, entre 1959 et 1978
- Tarantelle Diabolique, 1960
- Three Fantasy Pieces, entre 1960 et 1961
- Four Legends, entre 1960 et 1982
- Tarantelle, 1963
- A Long Remembered Sorrow, 1964
- Four Intermezzos, entre 1965 et 1968
- Mindy's Piece, 1967
- Evening's Sorrow, 1968
- Some New York Scenes, 1971
- A Morning in the Woods, 1971
- Sonata No. 45, 1974
- Burlesca (A Satire), 1976
- Ballade, 1976
- Valse Diabolique, 1977
- A Dream Almost Forgotten, 1977
- Three Tales, 1977
- Nine Vignettes, 1977
- Just a Fun Piece, 1978
- A Small Carnival, 1978
- Solitude, 1978
- The Recruit and the Bugler, 1978
- An Autumnal Fantasy, 1978
- An Autumn Improvisation, 1978
- Barbaro: A Pantomime, 1978
- A Chromatic Dance, 1978
- A Reverie, 1979
- Sonata No. 46, 1981
- The Deserted Garden, 1982
- Six Journal Pieces, entre 1987 et 1988
- Sonata No. 7, 1988
- Sonata No. 8, 1990
- Nocturne, date inconnue
- Nocturne No. 2, date inconnue
- Barcarolle, date inconnue
- To A Grecian Urn, date inconnue
- Chorale, date inconnue

### Musique pour piano à quatre mains
- Piece Pour Piano, 1913
- Valse Buffon, 1921
- Seeing Russia with Teacher, 1925
- Piano Concerto - 2 Piano version, date inconnue

### Musique de chambre
- Violin Sonata, Op. 31, 1915
- Violin Sonata, Op. 26, 1915
- Three Russian Impressions, Op 37, 1916
- 'Cello Sonata No. 1, 1918
- 'Cello Sonata No. 2, vers 1920
- Hebraic Fantasy — Violin, 1929
- Piano Quintet, 1927
- String Quartet No. 2, vers 1930
- Six Preludes for 'Cello and Piano, vers 1930
- Prelude and Minuet Antique Style( Flute & Clarinet), vers 1946
- Three Flute Pieces, entre 1950 et 1979
- Nocturne for Clarinet and Piano, 1952
- Saxophone Ballade (Alto Sax. or B flat Cl, or Viola), 1953
- Two Viola Fantasies, vers 1970
- String Quartet No. 3, 1976
- String Quartet No. 1, date inconnue
- Ballade for B flat Clarinet, date inconnue
- Waltz for Violin and Piano, date inconnue
- Comp. 1 for 'Cello and Piano, date inconnue
- Two 'Cello Pieces, Op. 33, date inconnue
- Violin Sonata No. 3 Op. Posth, date inconnue
- Barcarolle Violin and Piano, date inconnue

### Mélodies
- There was a Jolly Miller Once, 1915
- Cradle Song, 1915
- Mother o'Mine, 1916
- The Corpse, 1918
- Tartar Lament, 1918
- Ombre d'hier, 1928
- Enfances, 1928
- Four Songs Without Words, 1928
- Five Songs for Soprano and Piano, 1928-29
- America, 1931
- Heroic Song, date inconnue
- Lullaby, date inconnue
- Three Russian Choruses, date inconnue

### Musique symphonique
- Concerto for 2 pianos, 1921
- Five Songs for Voice and Orchestra, après 1928
- Prelude Tragique (Orchestra), 1927
- Incidental Music for Lysistrata, après 1930
- Lysistrata Suite, après 1930
- Nocturne, 1936
- Dance of the Fates, 1936

### Bibliographie

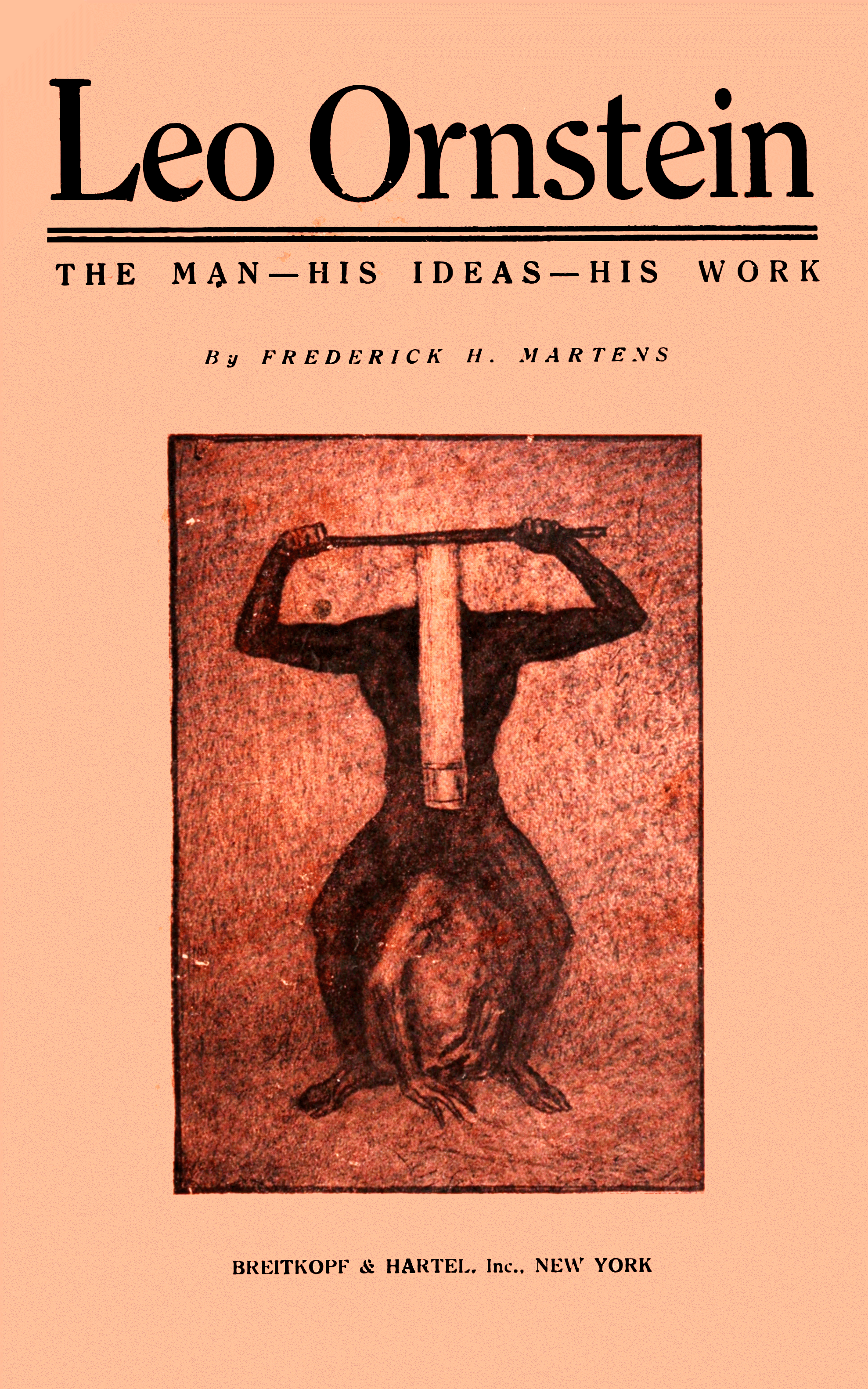
Couverture du livre Leo Ornstein: The Man, His Ideas, His Work (1918) de Frederick H. Martens.